# خانه درختی سحرآمیز (فیلم)
خانه درختی سحرآمیز (به ژاپنی: マジック・ツリーハウス) نام یک انیمه فانتزی ژاپنی است که در سال ۲۰۱۱ براساس مجموعه کتاب‌های مری پوپ آزبورن به نام خانه درختی سحرآمیز ساخته شده‌است.